# Grensdalur
Grensdalur, auch Grænsdalur, ist ein kleines Vulkansystem beim und im Ort Hveragerði im Süden Islands. Es ist nach dem gleichnamigen Tal benannt. An seiner höchsten Erhebung, dem Berg Álútur, erreicht es 471 m.

## Namensgebung
Es befindet sich im Osten der Halbinsel Reykjanes, und weil zwei seiner Hochtemperaturgebiete beim bzw. im Ort Hveragerði liegen, wird es manchmal auch als Hveragerði-System bezeichnet. Auch die Bezeichnung Grænadalursystem findet sich, da viele dazugehörige Quellen im Grænadalur liegen.

## Benachbarte Vulkansysteme
Im Nordwesten grenzt das Grensdalurvulkansystem an die Systeme des Hengill und des Hrómundartindur an. Beim Grensdalur-System handelt es sich um das älteste dieser drei Vulkansysteme. Die letzten Ausbrüche lagen im Pleistozän.

## Hochtemperaturgebiete
Im Ort Hveragerði liegt ein Geothermalgebiet, das eine Mischung aus Hoch- und Niedrigtemperaturgebiet ist mit Fumarolen, heißen Quellen, Schlammtöpfen und einem kleinen Geysir namens Grýla, der nur selten aktiv wird.
Seit den schweren Erdbeben im Jahre 2008, die den Süden Islands erschütterten, hat sich ein eigentlich erloschenes Hochtemperaturgebiet im Nordosten des Ortes wieder belebt. Die Quellen, die auf den Hängen des Berges Reykjafjall und großenteils auf dem Gebiet der Landwirtschaftsuniversität liegen, werden zunehmend größer.
Ebenso ist die Aktivität im Tal Grensdalur und den angrenzenden Tälern im Wachsen begriffen.

### Karte
- https://cdn.voyage-islande.fr/articles_pics/295/reykjadalur.pdf  Touristische Karte der Gegend des Grensdalur-Systems von Hveragerði im Süden bis zum System des Hrómundartindur mit dem Ölkelduháls im Norden (PDF-Datei)

### Wissenschaftliche Beiträge
- Grensdalur im Global Volcanism Program der Smithsonian Institution (englisch)
- Zur Reykjanes-Halbinsel, Amy Clifton, Univ. Island (englisch, PDF-Datei)
- Amy E Clifton, Freysteinn Sigmundsson u. a.: Surface effects of faulting and deformation resulting from magma accumulation at the Hengill triple junction, SW Iceland, 1994–1998. In: Journal of Volcanology and Geothermal Research. 115, 2002, S. 233, doi:10.1016/S0377-0273(01)00319-5. (Zu Aufwölbungen am Hrómundartindur und Grensdalur 1994–98, englisch)
- Zu einer Erdbebenserie 1994-2002 am Hengill-Tripelpunkt, Meteorol. Inst., Island
- Zur Erforschung von Erdbeben im Gebiet des Hengill-Tripelpunkts (PDF; 5,2 MB) (englisch)

### Videos zur Entwicklung des neuen Hochtemperaturgebietes
- Video: Die neuen Quellen, etwa 10 Tage nach dem Erdbeben, 11. Juni 2008
- Weiterentwicklung: August 2009
- Juni 2010

### Wandern im Grensdalur-Gebiet
- Karte mit Photos und teils span., teils engl. Erläuterungen